# Albánská strana práce
Albánská strana práce (Partia e Punës e Shqipërisë, zkráceně PPSH) byla krajně levicová politická strana vládnoucí v Albánii mezi lety 1946 až 1991. Její členstvo se zformovalo z řad komunistických partyzánů, kteří zemi ovládli na konci druhé světové války.
Dlouholetým představitelem strany byl Enver Hodža, partyzánský vůdce, který vedl zemi téměř čtyřicet let tvrdou rukou. Strana se profilovala marx-leninsky, stalinisticky, anti-nábožensky, někdy až i výrazně nacionalisticky. Vláda této strany se podepsala do dějin země hlavně nedemokratickými metodami, mezinárodní izolací (zprvu spolupracovala s Jugoslávií, později se Sovětským svazem, také s Čínou a nakonec se rozhodla veškerou spolupráci ukončit). Od 60. let platil v Albánii úplný zákaz náboženství. V roce 1991 se strana transformovala v Socialistickou stranu Albánie, jednu ze dvou dodnes hlavních albánských politických stran.